# Mars 4
Marte 4 (en ruso: Марс-4), también conocida como 3MS No.52S, era una nave espacial soviética destinada a explorar Marte. Una nave espacial 3MS lanzada como parte del programa Marte, estaba destinada a entrar en órbita alrededor de Marte en 1974. Sin embargo, problemas informáticos impidieron que se produjera la inserción orbital.

## Astronave
La nave espacial Mars 4 llevaba una serie de instrumentos para estudiar Marte. Además de las cámaras, estaba equipado con un radiotelescopio, un radiómetro de infrarrojos, múltiples fotómetros, polarímetros, un magnetómetro, trampas de plasma, un analizador electrostático, un espectrómetro de rayos gamma y una radiosonda.
Construida por Lavochkin, Mars 4 fue la primera de dos naves espaciales 3MS lanzadas a Marte en 1973, seguida por Mars 5. También se lanzó un 3MS durante la ventana de lanzamiento de 1971 como Kosmos 419. Sin embargo, debido a un fallo en el lanzamiento, no pudo salir de la órbita terrestre. Además de los orbitadores, durante la ventana de 1973 se lanzaron dos misiones de aterrizaje de 3MP, Mars 6 y Mars 7.

## Lanzamiento
Mars 4 fue lanzado por un cohete portador Proton-K, una etapa superior Blok D, que volaba desde el sitio 81/23 del cosmódromo de Baikonur.  El lanzamiento se produjo a las 19:30:59 UTC del 21 de julio de 1973, y las tres primeras etapas colocaron la nave espacial y la etapa superior en una órbita terrestre baja de estacionamiento antes de que el Blok D disparara para impulsar a Mars 4 a una órbita heliocéntrica con destino a Marte.
Poco después de realizar una corrección de rumbo el 30 de julio de 1973, dos computadoras a bordo fallaron, dejando al Mars 4 incapaz de realizar maniobras. Como resultado de esto, no pudo entrar en órbita alrededor de Marte. El 10 de febrero de 1974 se tomaron doce fotografías entre las 15:32 UTC y las 15:38 UTC mientras la sonda sobrevolaba Marte con una aproximación máxima de 1844 kilómetros (1145,8 mi) a las 15:34 UTC.

## Instrumentos científicos
El orbitador Mars 4 llevaba a bordo 15 instrumentos científicos para estudiar Marte desde su trayectoria orbital
- Instrumento de radiosondeo atmosférico
- Radio telescopio
- Radiómetro infrarrojo
- Espectrofotómetro
- Fotómetro de banda estrecha
- Interferencia de banda estrecha: fotómetro de polarización
- Sistema de imágenes
- Fotómetros
- Dos polarímetros
- Fotómetro ultravioleta
- Fotómetro de radiación solar dispersa
- Espectrómetro gamma
- Magnetómetro
- Trampas de plasma
- Analizador electrostático multicanal